# Torymus apiomyiae
Torymus apiomyiae är en stekelart som beskrevs av Boucek och Mihajlovic 1986. Torymus apiomyiae ingår i släktet Torymus och familjen gallglanssteklar.
Artens utbredningsområde är Nordmakedonien. Inga underarter finns listade i Catalogue of Life.